# یامانا توکیئوجی

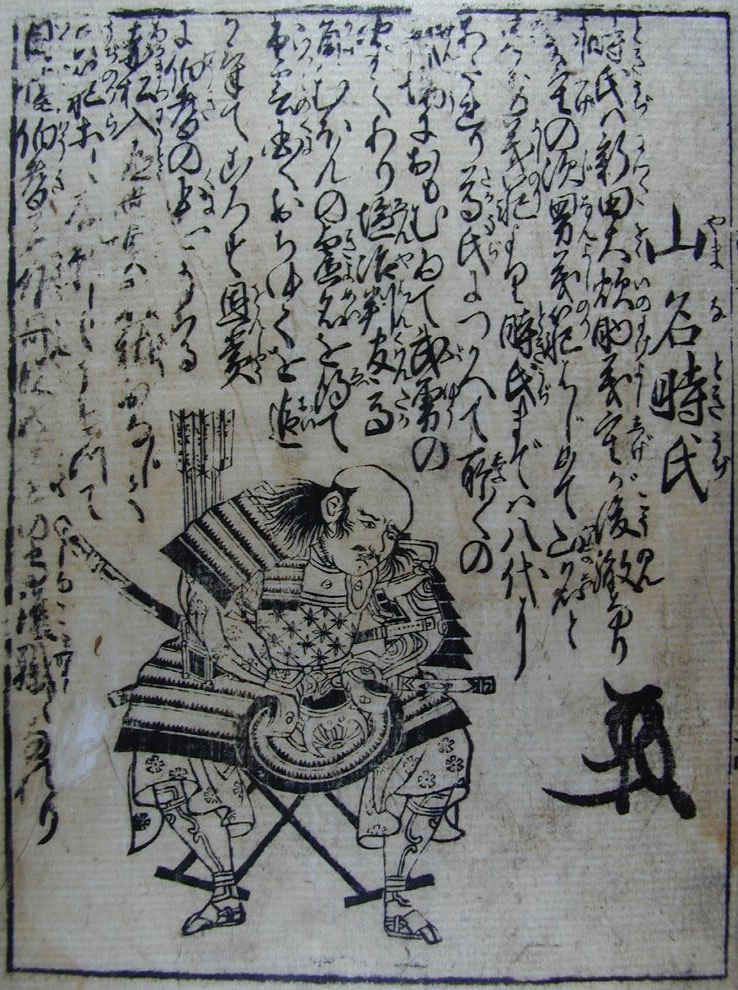
یک تصویر کشیده شده از یامانا توکیئوجی

یامانا توکیئوجی (به ژاپنی: 山名 時氏 やまな ときうじ) (تولد ۱۲۹۸ - مرگ ۱۴ آوریل ۱۳۷۱ میلادی)، در اواخر دوره کاماکورا و اوایل شوگون‌سالاری آشیکاگا، سامورایی، شوگودایمیو، سامورایی-دوکورو بود. او در سن ۷۳ سالگی درگذشت.